# Равнинные кри
Равни́нные кри (англ. Plains Cree) — алгонкиноязычное индейское племя в Канаде и США.

## История
Равнинные кри являются частью многочисленного индейского народа кри. Вооружившись в XVII веке огнестрельным оружием, кри продвинулись на запад из лесов на Великие Равнины. Постепенно равнинные кри стали торговцами, снабжая ружьями племена, не имевшие контактов с европейцами.
В первой половине XIX века они оставались основными поставщиками огнестрельного оружия манданам, хидатса и арикара, получая взамен лошадей и маис.  Равнинные кри, вместе со своими союзниками — ассинибойнами и равнинными оджибве, постоянно воевали с сиу, черноногими, сарси, гровантрами и восточными шошонами. Их основными врагами были пикани и кайна, племена входившие в конфедерацию черноногих. Последняя крупномасштабная битва между ними произошла в 1870 году. Равнинные кри атаковали стоянку кайна на реке Белли, недалеко от современного города Летбридж. На выручку кайна подоспели пикани, вооружённые новейшими многозарядными ружьями. В результате кри потерпели сокрушительное поражение, потеряв убитыми около 240 воинов. Вражда с черноногими продолжалась до 1886 года.
С белыми людьми равнинные кри обычно поддерживали мир, хотя избежать небольших столкновений им не удалось. В 1885 году часть равнинных кри приняла участие в восстании канадских метисов под руководством Луи Риэля.

## Известные представители
- Большой Медведь
- Блуждающий Дух